# Giro del Lazio 1967
Il Giro del Lazio 1967, trentatreesima edizione della corsa, si svolse il 17 settembre 1967 su un percorso di 229,6 km. La vittoria fu appannaggio dell'italiano Felice Gimondi, che completò il percorso in 5h41'12", precedendo il connazionale Eraldo Bocci e il danese Ole Ritter.
Sul traguardo di Marino 33 ciclisti, su 88 partenti dalla medesima località, portarono a termine la competizione.

## Ordine d'arrivo (Top 10)
| Pos. | Corridore         | Squadra        | Tempo    |
| ---- | ----------------- | -------------- | -------- |
| 1    | Felice Gimondi    | Salvarani      | 5h41'12" |
| 2    | Eraldo Bocci      | Germanvox-Wega | a 6'23"  |
| 3    | Ole Ritter        | Germanvox-Wega | a 7'25"  |
| 4    | Giorgio Zancanaro | Max Meyer      | a 7'28"  |
| 5    | Marino Basso      | Filotex        | a 8'13"  |
| 6    | Franco Bitossi    | Filotex        | s.t.     |
| 7    | Dino Zandegù      | Salvarani      | s.t.     |
| 8    | Franco Balmamion  | Molteni        | s.t.     |
| 9    | Italo Zilioli     | Salvarani      | s.t.     |
| 10   | Giuseppe Grassi   | Filotex        | s.t.     |